# Incognito (Amanda Lear)
Incognito è un album della cantante pop francese Amanda Lear, pubblicato nel 1981 dall'etichetta discografica BMG Ariola. Esistono due edizioni di questo album, uno per il mercato mondiale ed una per il mercato sudamericano. Appositamente per il Sud Amarica, la cantante incide tre brani in spagnolo. I brani sono: "Igual", "Dama de Berlin" e "Ninfomania".
L'album otterrà un notevole successo sui mercati discografici sudamericani.
Questo LP segna la fine del legame professionale fra il produttore Anthony Monn e la Lear, iniziato nel 1977.

## Tracce
LP (Ariola 203 459 [de])
1. Hollywood Is Just a Dream When You're Seventeen - 4:50 (Anthony Monn, Hanne Haller, Amanda Lear)
2. Love Amnesia - 3:45 (E.Mule)
3. Red Tape - 3:28 (Anthony Monn, Amanda Lear)
4. New York - 4:28 (Francis Lai, Amanda Lear)
5. Egal - 3:25 (Anthony Monn, Amanda Lear)
6. Berlin Lady - 3:22 (Peter Dibbens, Mike Stepstone)
7. Nymphomania - 3:27 (P.Macabal, M.Gouty)
8. If I Was a Boy - 3:15 (Alberto Salerno, Amanda Lear, W.Foini)
9. Made in France - 2:10 (Amanda Lear, P.James)

## Classifiche
| Classifica (1981) | Posizione raggiunta |
| ----------------- | ------------------- |
| Norvegia          | 19                  |
| Svezia            | 28                  |